# Henriette Beukers-Lenselink
Henriette Beukers-Lenselink (Hillegersberg, 4 december 1937 – Laren, 20 september 2024) was een Nederlandse publicist, uitgever en ondernemer op textielgebied. Zij is bekend van publicaties als Het komplete handwerken en Handwerken zonder grenzen.

## Biografie
Henriette Lenselink begon in 1952 op 14-jarige leeftijd aan de opleiding mode op de Academie van Beeldende Kunsten en Technische Wetenschappen in Rotterdam. Daar leerde zij Henk Beukers (1934-2008) kennen, met wie zij in 1958 trouwde. Ze kregen twee zoons.

## Ariadne, macramé en Fabeltjeskrant
Vanaf 1962 voerden Henriette en Henk Beukers samen de hoofdredactie van het handwerktijdschrift Ariadne. De oplage groeide in deze periode sterk. In hun vrije uren produceerden zij toneelkostuums en -rekwisieten en poppen voor televisie. Zo maakten zij (vanaf 1968) voor De Fabeltjeskrant een aantal poppen, onder wie Zoef de Haas en Momfer de Mol. Tijdens haar hoofdredacteurschap schreef Henriette Beukers bovendien verscheidene handwerkboeken. Van een klein boekje dat ze over macramé schreef, werden ruim 250.000 exemplaren verkocht. Begin jaren 70 werkte zij bovendien mee aan het KRO-televisieprogramma Studio Vrij, gepresenteerd door Maartje van Weegen.

## Het komplete handwerken
Na beëindiging van haar hoofdredacteurschap van Ariadne in 1974 begonnen Henriette en Henk Beukers de productie van Het komplete handwerken. Van deze losbladige handwerkencyclopedie (1500 pagina’s) werden meer dan 200.000 exemplaren verkocht. Het komplete handwerken werd vertaald in het Duits en het Noors.

## Handwerken zonder grenzen
Vanaf 1978 maakten Henriette en Henk Beukers het tijdschrift Handwerken zonder grenzen. Hierbij diende textiel van over de hele wereld en uit alle tijden als bron van inspiratie voor hedendaags handwerk. Vanaf 1985 verscheen het tijdschrift in eigen beheer. De uitgeverij werd uitgebreid met een importbedrijf, een postorderbedrijf en een winkel voor handwerkmaterialen in Bilthoven. Samen met derden organiseerde Henriette Beukers bovendien handwerkreizen en zette zij in Breda een particulier museum voor historische en eigentijdse textiel op, het Nederlands Centrum voor Handwerken (1995-2005). Onder de titel Ornamente verscheen Handwerken zonder grenzen vanaf 1987 ook in het Duits.
In 2002 deden Henriette en Henk Beukers het tijdschrift van de hand. In aangepaste opzet bestaat het nog altijd.
Na haar pensionering publiceerde Henriette Beukers twee persoonlijke boeken over haar textielcollectie: Rondom textiel (2015) en Rondom textiel 2 (2016).

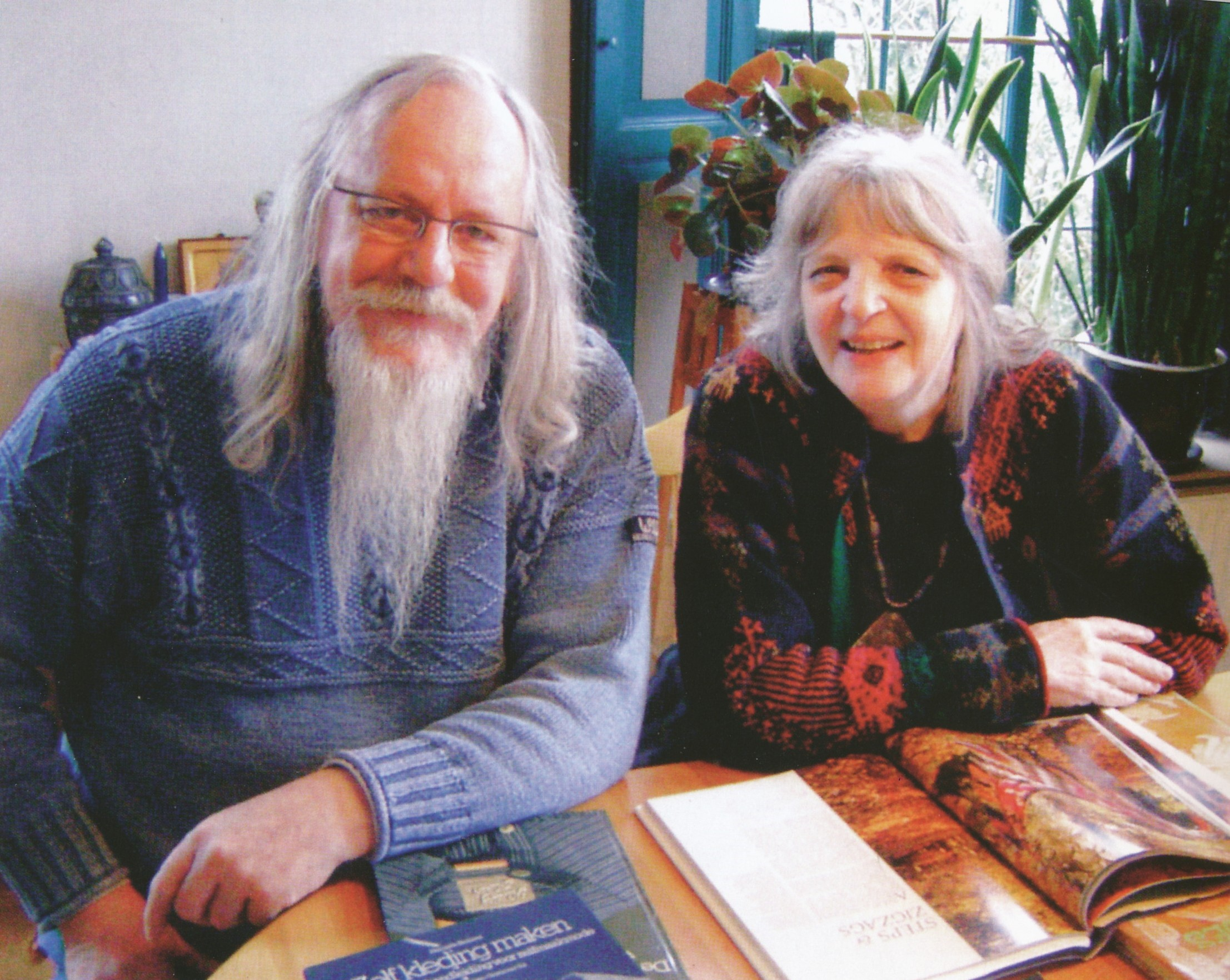
Henk en Henriette Beukers in 2004. Foto: Pieter A.J. Reintjes.

### Overlijden
Beukers overleed op 20 september 2024. Ze leed in haar laatste jaren aan de ziekte van Alzheimer.